# Шёлтозеро
Шёлтозеро (Шелтозеро, вепс. Šoutjarv', карел. Šoutjärvi) — старинное вепсское село в Прионежском районе Республики Карелия, административный центр Шелтозерского вепсского сельского поселения, комплексный памятник истории.

## Общие сведения
Село расположено на юго-западном берегу Онежского озера в устьях рек Шелтозерка и Сарбахта. Условно делится на четыре части: Низовская (бывшая деревня Куккой Посад), Центральная (бывшая деревня Посад), Верховье (бывшие деревни Маркова и Гамова) и новая часть — Микрорайон.
Впервые упоминается в 1543 году в жалованной грамоте новгородского архиепископа Феодосия.
Административный центр Шелтозерско-бережной волости Петрозаводского уезда Олонецкой губернии (1905).
В 1927 году был образован Шёлтозерский район в составе Автономной Карельской ССР с центром в Шёлтозере.
В 1941—1944 годах, в период Советско-финляндской войны, было оккупировано войсками Финляндии.
В 1994—2004 годах село являлось территориальным и административным центром Вепсской национальной волости.

## Достопримечательности
Административный центр вепсской национальной культуры, с 1936 года существует Вепсский народный хор, с 1967 года действует Шёлтозерский вепсский этнографический музей.
В селе находится подворье Благовещенского Ионо-Яшезерского мужского монастыря, в котором живёт монашеская братия. Действует Спасо-Преображенский храм.
Памятник архитектуры конца XIX века — амбар Ждановой из Шёлтозера был перенесён в музей-заповедник «Кижи»
Сохраняется памятник истории — братская могила советских воинов, партизан и подпольщиков (57 человек), погибших в годы Советско-финляндской войны (1941—1944).
Памятником истории подпольного движения в селе в годы оккупации Карелии (1941—1944) является дом Е. Д. Тучина.

## Памятники природы
Вблизи села расположен государственный региональный болотный памятник природы — Болото Монастырское площадью 22,0 га, ценный ягодник клюквы, а также смешанный лес со значительным участием клёна.

## Население
| 1939 | 2002  | 2009  | 2010 | 2013 |
| ---- | ----- | ----- | ---- | ---- |
| 1184 | ↘1039 | ↘1008 | ↘878 | ↘857 |

## Известные жители и уроженцы
- Рюрик Петрович Лонин (1930—2009) — вепсский писатель, краевед, основатель Вепсского этнографического музея;
- Алевтина Ивановна Андреева — вепсская писательница;
- Анастасия Егоровна Логачёва — вепсская сказительница.

## Фотографии

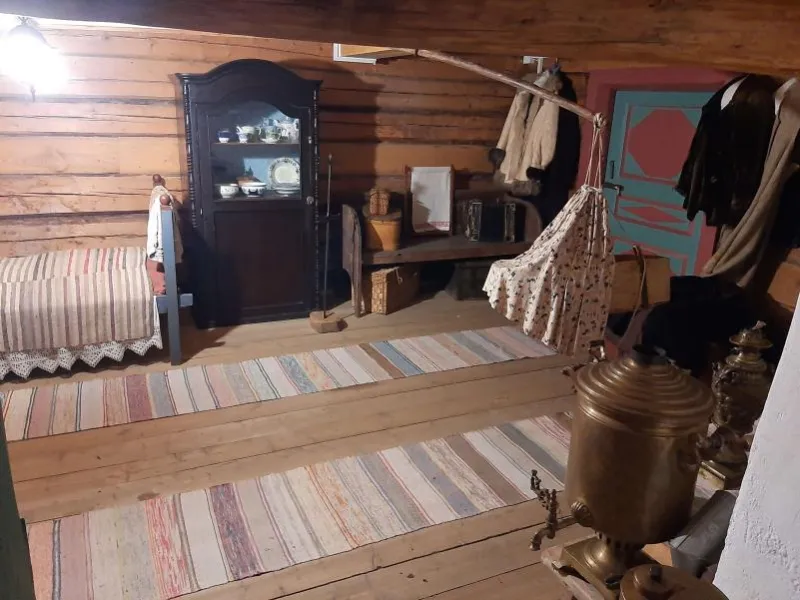
Вепсский музей в Шёлтозеро, показывающий традиционный дом и предметы традиционного быта
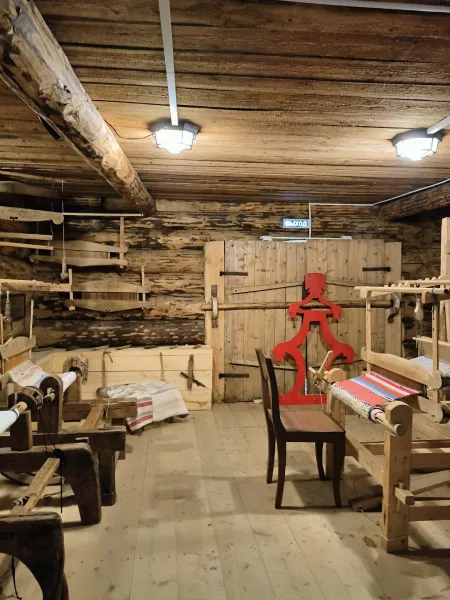
Вепсский музей в Шёлтозеро, показывающий традиционный дом и предметы традиционного быта
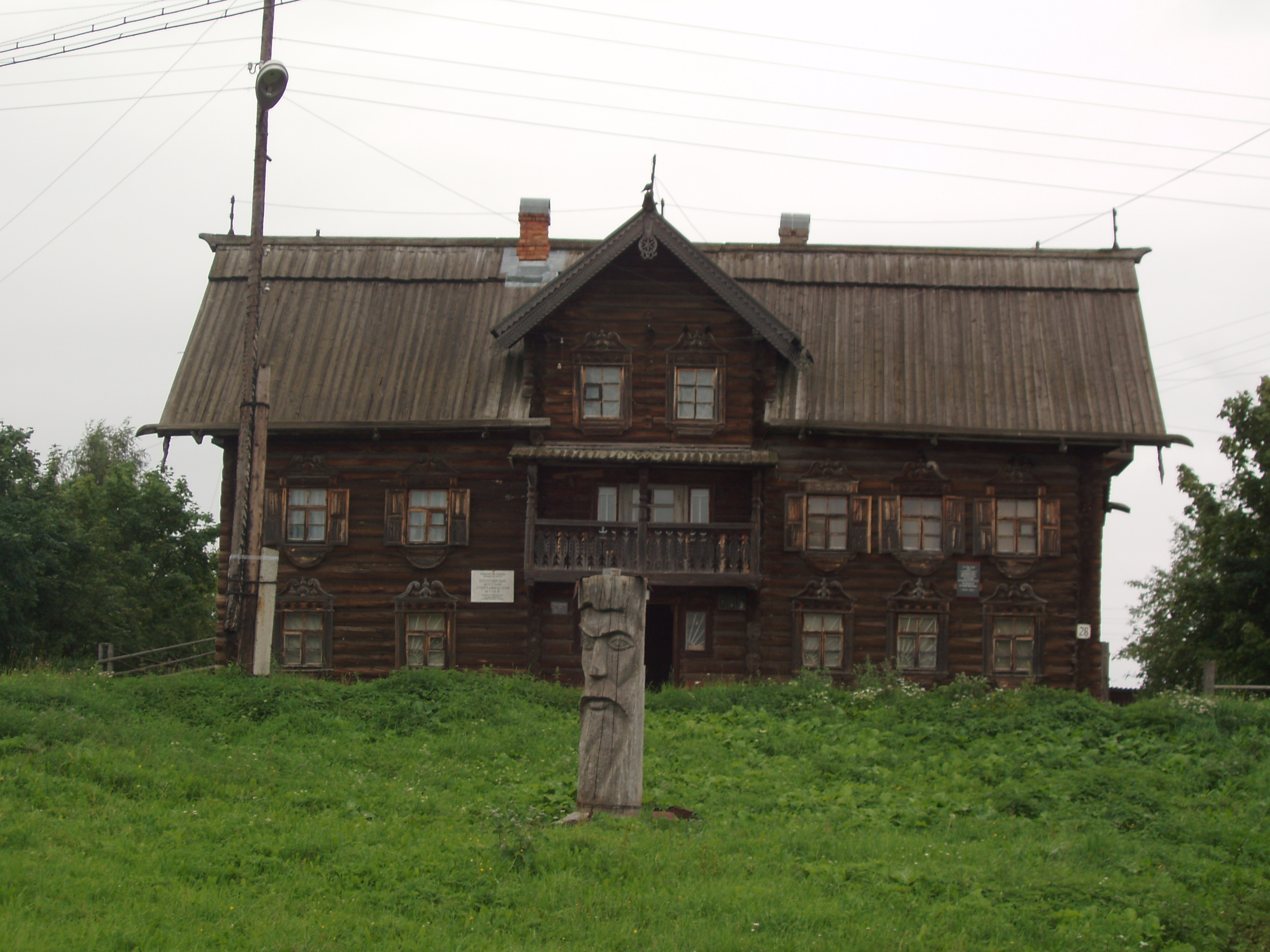
Шёлтозерский вепсский этнографический музей
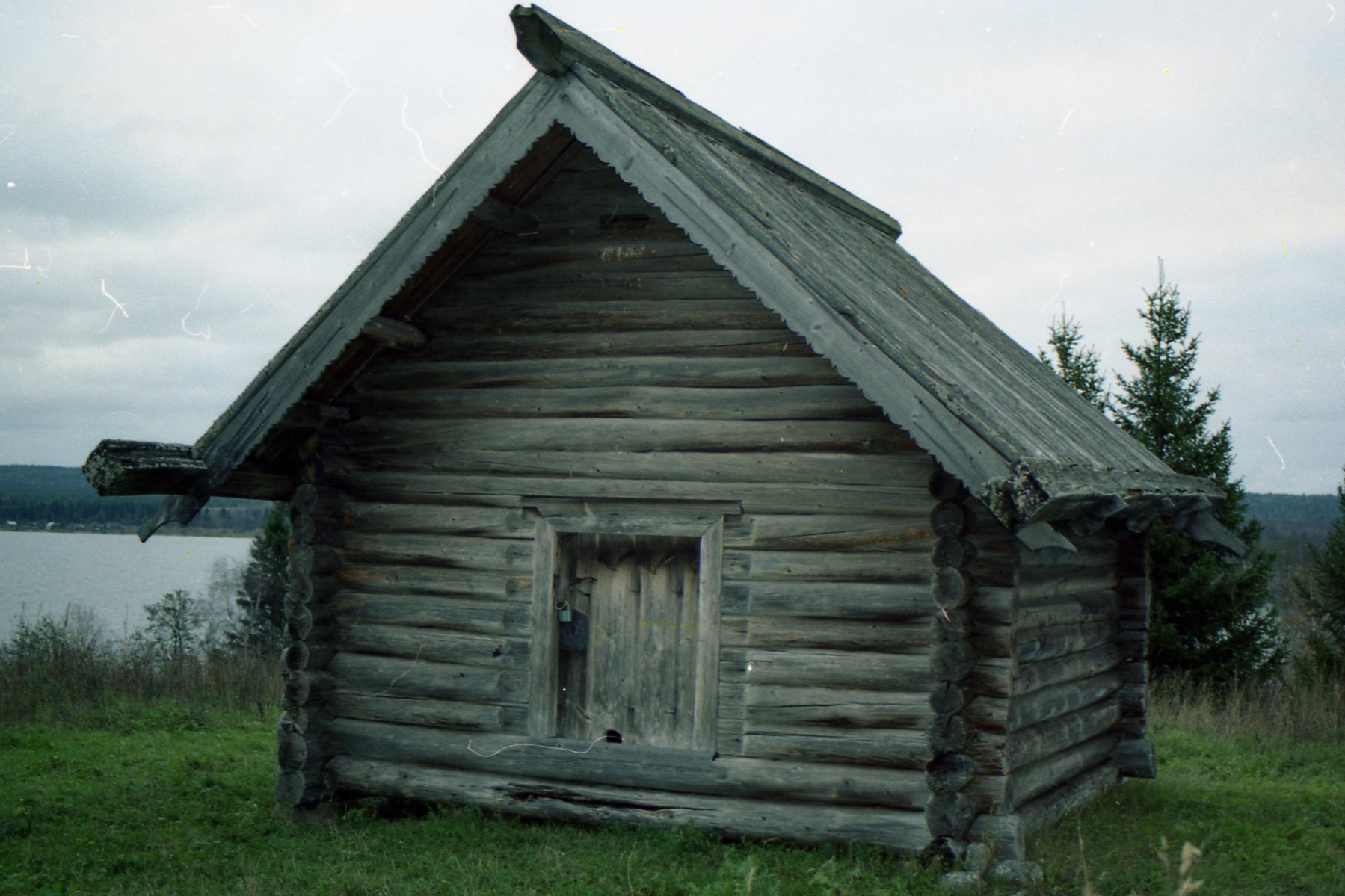
Амбар Ждановой в музее-заповеднике «Кижи»
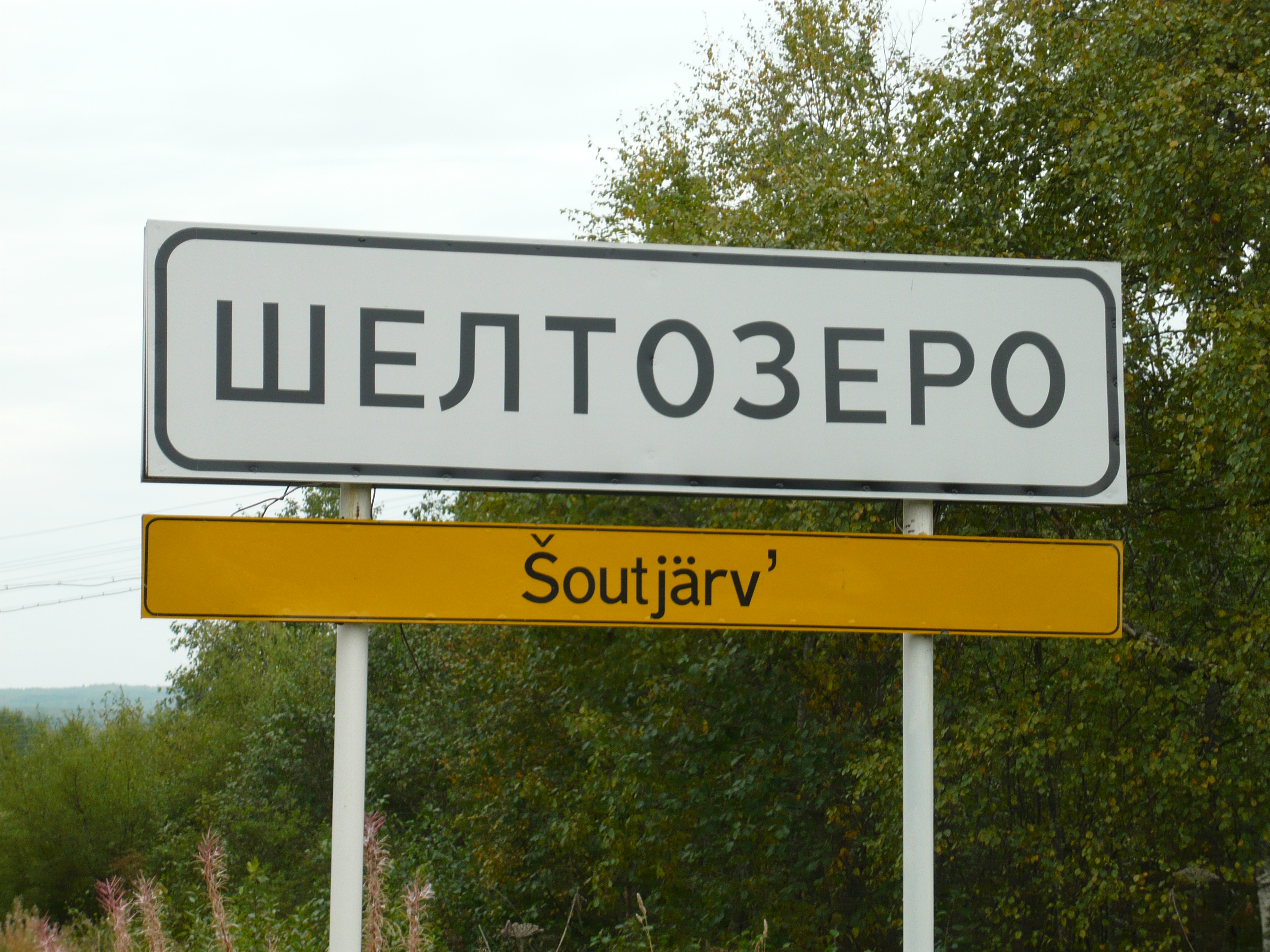
Дорожный знак на въезде

## Улицы
- Гористая улица
- Загородная улица
- Заречная улица
- Улица Лисицыной
- Луговая улица
- Молодёжная улица
- Пионерская улица
- Почтовая улица
- Промышленная улица
- Совхозная улица
- Улица Форелевая Пристань